# Yūsuke Yoshii
Yūsuke Yoshii (japanisch 吉井 佑将 Yoshii Yūsuke; * 22. Juni 1995 in der Stadt Izumo, Präfektur Shimane) ist ein japanischer Fußballspieler.

## Karriere
Yūsuke Yoshii erlernte das Fußballspielen in der Universitätsmannschaft der Kansai-Universität. 2018 stand er beim unterklassigen Verein Suita Giocatore Senri FC unter Vertrag. Die Saison 2019 spielte er beim Viertligisten Matsue City FC. Hier stand er neunmal in der Liga auf dem Spielfeld. Von 2020 bis 2021 spielte er beim unterklassigen Verein Fukuyama City. Im Januar 2022 unterschrieb er einen Vertrag bei Kamatamare Sanuki. Der Verein aus Takamatsu, einer Stadt in der Präfektur Kagawa, spielte in der dritten japanischen Liga. Sein Drittligadebüt gab er am 13. März 2022 (1. Spieltag) im Heimspiel gegen den Matsumoto Yamaga FC. Hier wurde er in der 90.+2 Minute für Shōya Koyama eingewechselt. Yamaga gewann das Spiel 2:1. Für Kamatamare bestritt er 13 Drittligaspiele. Nach einer Saison wechselte er zu Beginn der Saison 2023 zum ebenfalls in der dritten Liga spielenden YSCC Yokohama.